# Orso Ipato
Orso Ipato (né à une date inconnue au VIIe siècle - mort en 737) est traditionnellement considéré comme le troisième doge de Venise, élu en 726.

## Biographie
Troisième doge de la république de Venise selon la tradition (mais le premier doge connu par les archives contemporaines) dont le siège est à Héraclée, il prend le pouvoir alors qu'ont lieu des désordres religieux qui se répandent dans toute l'Italie byzantine à la suite de l'édit iconoclaste de l'empereur Léon III contre lequel s'oppose le pape Grégoire II et l'Église occidentale. Son élection par le clergé et le peuple de Venise, contrariant la nomination impériale, constitue un acte de rébellion.
En 727, les Lombards assaillent l'exarchat et la Pentapole ainsi que Venise. Sollicité par le pape, les Vénitiens s'engagent dans le conflit et avec les Byzantins, par une attaque conjointe, libèrent Ravenne : l'importante victoire militaire retentit dans toute l'Italie.
Outre le triomphe personnel pour Orso, il reçoit de Byzance le titre honorifique de hypathos (consul) que les chroniqueurs ajouteront à son nom et à ses descendants. Ce titre honorifique traduit aussi les liens forts qui ont continué à exister entre Venise et Byzance qui se sont traduits de manière symbolique par la reprise par Venise du cérémonial ducal qui s'inspire du protocole impérial ou dans celui de la chapelle ducale qui est, jusqu'en 1807, la basilique Saint-Marc et, bien entendu, dans les relations commerciales.

## Succession des magistri militum
En 737 Orso Ipato est assassiné et son fils Diodato exilé, peut-être à la suite de la découverte d'une conjuration des Lombards contre Byzance, laquelle reconduit la charge annuelle de magister militum à Venise pour cinq ans. Domenico Lion est le premier à occuper cette charge, Felice Cornicola lui succède en 738, puis successivement, Diodato, fils de Orso Ipato en 739, Jovien (ou Giuliano), par ailleurs hypathos (consul), en 740 et finalement Giovani Fabriciaco en 741, qui fut aveuglé et exilé lorsque le peuple rétablît la charge de doge à la faveur de l'élection de Teodato Ipato.

## Curiosité
Certains historiens affirment que la libération de Ravenne eut lieu sous le magister militum de Gioviano Cepanico et qu'il aurait obtenu le titre de hypathos.
De Orso proviennent les familles vénitiennes des Orseolo, des Dandolo et des Bragadin.
La fin de Orso Ipato stimula l'imagination de beaucoup d'écrivains de second plan, parmi lesquels Giovanni Pindemonte et Anton Giuseppe Spinelli, qui écrivirent deux tragédies, la première en 1797 et la seconde en 1854.

## Sources
- (it) Cet article est partiellement ou en totalité issu de l’article de Wikipédia en italien intitulé « Orso Ipato » (voir la liste des auteurs).